# Otto Schoff

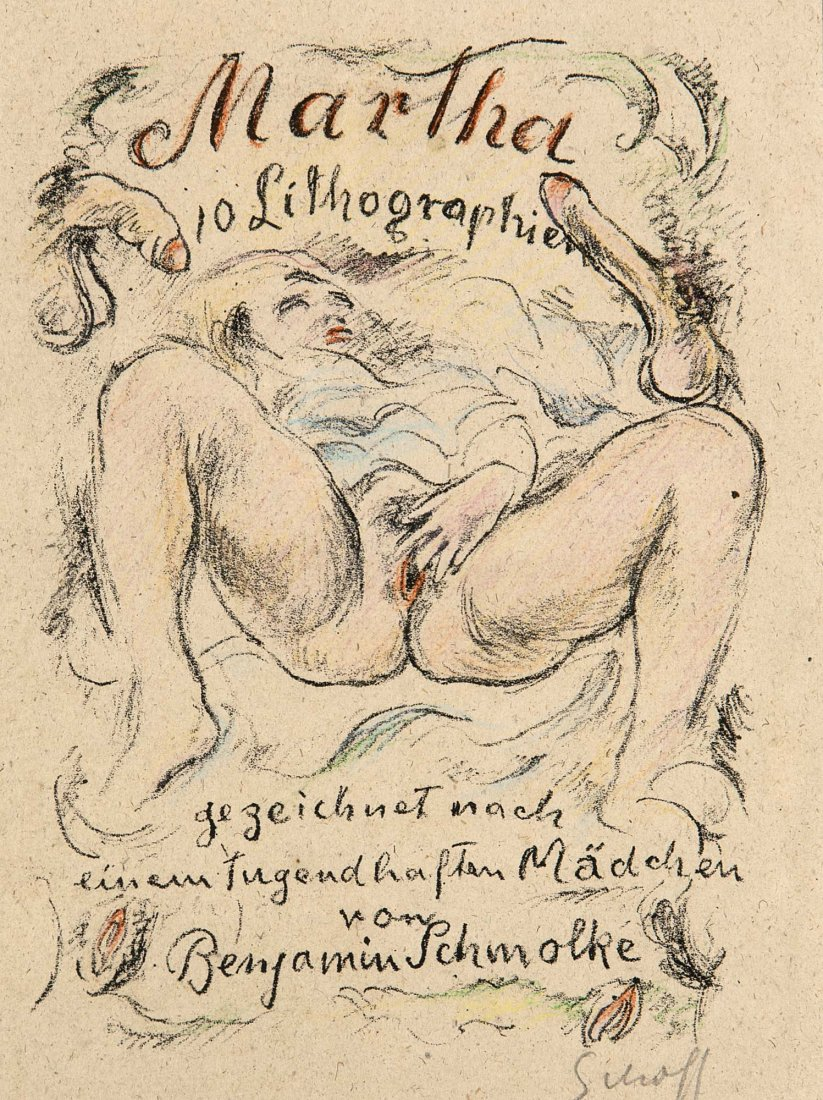
Martha – Lithografie von etwa 1920

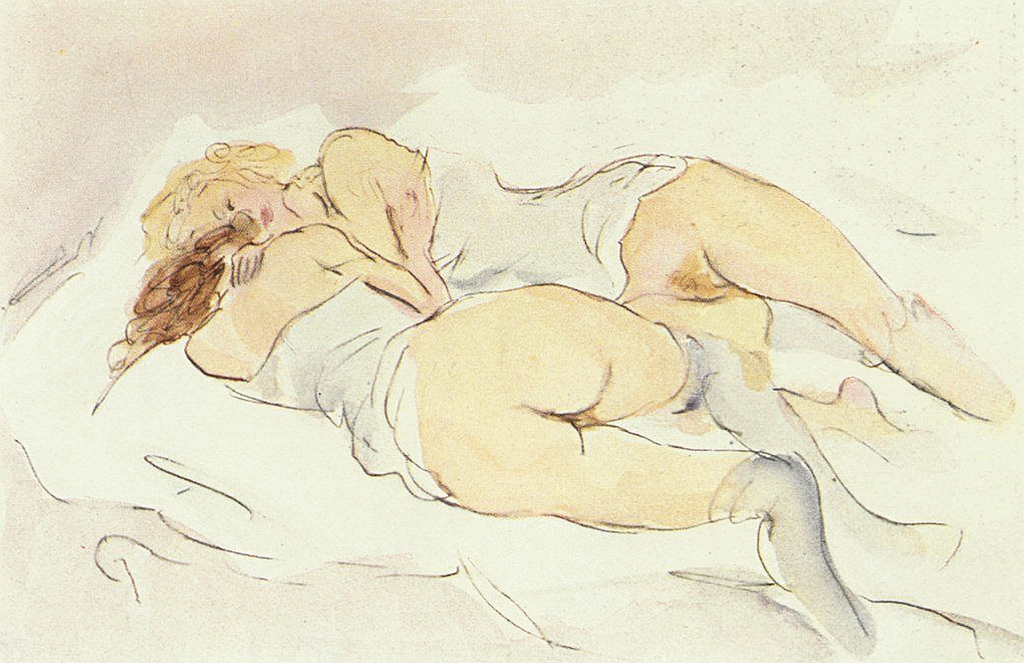
Siesta, Aquarell

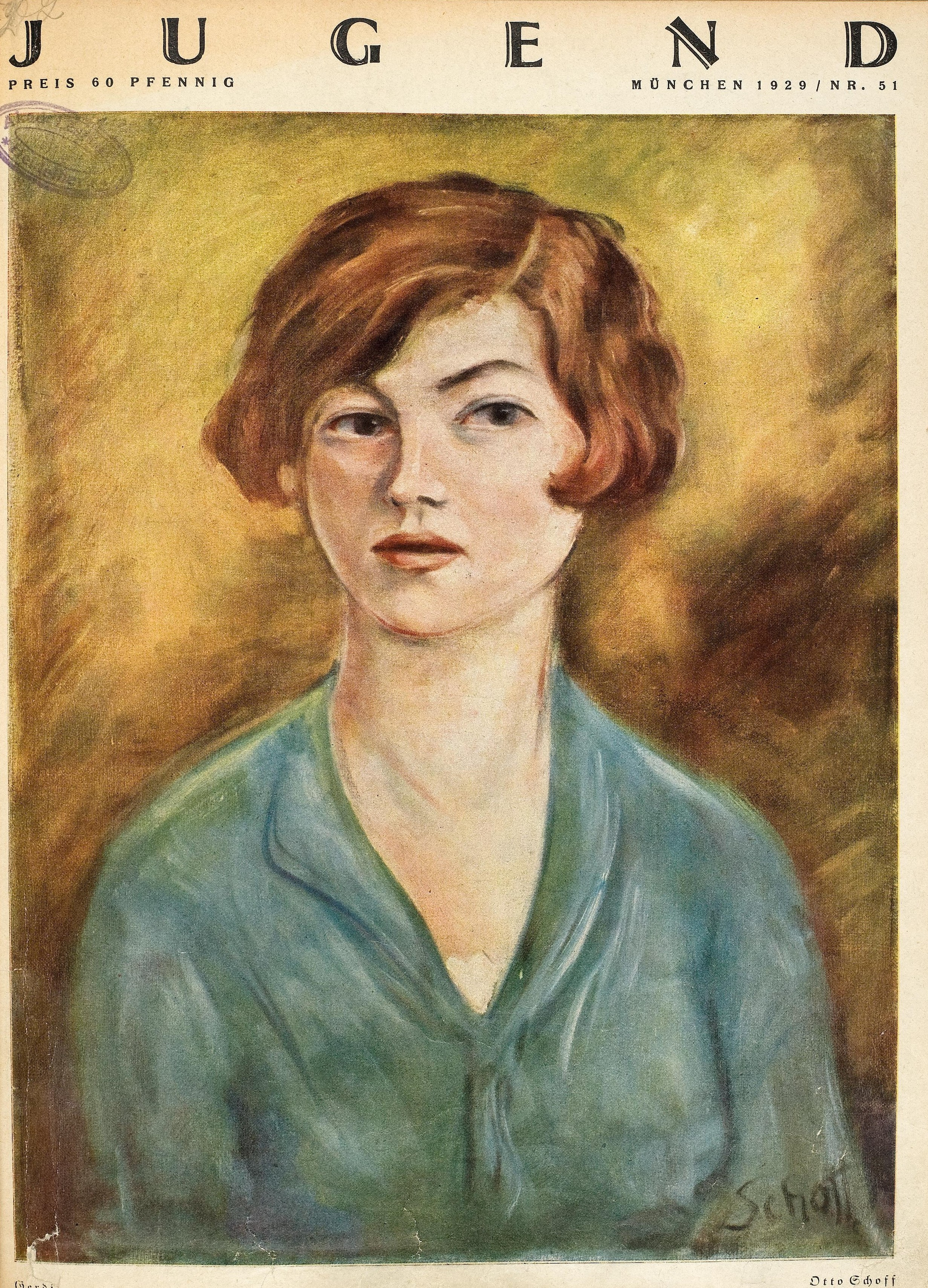
Otto Schoff: Gerdi (1929)

Otto Schoff (* 24. Mai 1884 in Bremen; † 3. Juli 1938 in Berlin) war ein deutscher Maler.

## Leben
Offiziell wurde Otto Schoff am 24. Mai 1888 geboren. Laut seinem Biographen Otto Brattskoven hat er sich damit genau vier Jahre jünger gemacht.
Schoff, der in ärmlichen Verhältnissen aufwuchs, besuchte nach angefangenen Lehren in einer Tabakfabrik und bei einem Dekorationsmaler ab 1902 die Kunstgewerbeschule in Bremen. Im Folgejahr war er Schüler von Otto Linnemann in Frankfurt am Main. 1909 bestand Schoff die Aufnahmeprüfung der Unterrichtsanstalt des Kunstgewerbemuseums Berlin. Dort war er Schüler von Emil Orlik. Mittels eines Stipendiums gelangte Schoff 1913 nach Paris, das er erst im August 1914 wieder verließ. Seine Versuche, der Einberufung zu entgehen, waren vergeblich; Schoff erlitt im Jahr 1918 eine Gasvergiftung an der Westfront.
Nach dem Krieg richtete sich Schoff in der Motzstraße in Berlin ein Atelier ein, das er bis zu seinem Tod behielt. Frauen, Erotik sowie männliche und weibliche Homosexualität bilden zentrale Themen seines Werkes. Nach der Machtergreifung wurde er 1935 als entartet eingestuft und durfte nicht mehr ausstellen. 1936 zeichnete er für die Zeitschrift Neue Jugend den Comic Mucki’s lustige Streiche, der dem Strip Kalle, der Lausbuben-König unmittelbar folgte. Neben 21 Folgen des Comics erstellte Schoff für die Neue Jugend auch Humorzeichnungen.
1937 wurden in der Aktion „Entartete Kunst“ aus dem Städtischen Kunst- und Gewerbemuseum Dortmund seine Mappe Das Wannseebad mit acht Lithografien (Galerie Flechtheim, 1922; Vorwort Hans Siemsen) z. B. Blatt 4 und aus dem Stadtmuseum Ulm die Lithografie Freunde (16 × 12,5 cm) beschlagnahmt und vernichtet.
Einen Tag vor seinem Tod hatte die Geheime Staatspolizei sein Atelier aufgesucht und viele seiner Werke beschlagnahmt.

## Werke (Auswahl)

### Gemälde
- Sappho oder die Lesbierinnen. 1920
- Portrait eines Mannes mit Hut und Pfeife. 1927, Öl auf Leinwand
- Hinter den Kulissen. O.J., Öl auf Leinwand
- Liebespaar. O.J., Pen and Ink and Watercolor

### Gedruckte Werke
- Étienne de Jouy: Sappho oder Die Lesbierinnen. Mit Radierungen von Otto Schoff. [Übertragung aus dem Französischen von Balduin Alexander Möllhausen]. Gurlitt, Berlin 1920
- Gottfried Keller: Romeo und Julia auf dem Dorfe. Erzählung. Mit einer Einleitung von Anna Siemsen. Buchschmuck von Otto Schoff. Verlagsgenossenschaft „Freiheit“, Berlin 1921
- August von Platen: Der verfehmte Eros. Aus den Gedichten des Grafen August von Platen. [Ausgewählt,] geschrieben und lithographiert von Otto Schoff. F. Gurlitt, Berlin 1921
- Joachim Ringelnatz: Fahrensleute. Geschmückt mit [eingedruckten] Kaltnadelradierungen von Otto Schoff. Galerie [A.] Flechtheim, [Düsseldorf] 1922
- Ernst Wenger: Bacchanale der Liebe. Verse. Mit 7 Radierungen von Otto Schoff. Reuß & Pollack, Berlin 1922
- Albius Tibullus: Das Buch Marathus. Elegien der Knabenliebe. Deutsche Nachdichtung von Alfred Richard Meyer. [5 Rad. Taf. von Otto Schoff]. Gurlitt, Berlin 1928
- Otto Schoff. (1884–1938). Galerie Taube, Berlin
  - [1]. Bilder, Graphik & Bücher. 6. Mai–25. Juni 1983. 1983
  - (2). Eine Nachlese. 16. Januar–14. März 1987. 1987